# Länsväg 263

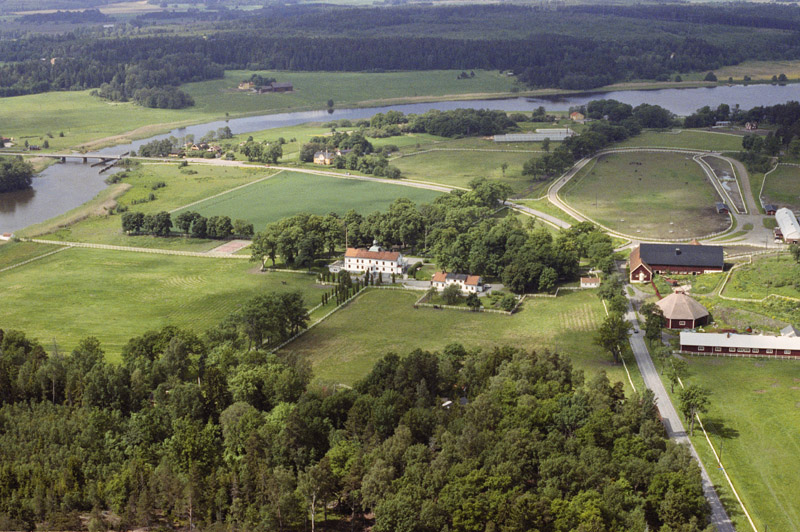
Länsväg 263 passerar Erikssund.

Länsväg 263 börjar vid trafikplats Märsta vid E4 och passerar sedan Märsta och Sigtuna i Stockholms län innan den går över länsgränsen in i Uppsala län. Vägen slutar i korsning med riksväg 55 vid Litslenaby. Sträckan från trafikplats E4 förbi Arlandastad fram till anslutningen till länsväg 273 är motortrafikled och därefter landsväg.
Vägen är 44 km lång och ansluter förutom E4 och 55:an till länsväg 273, länsväg 255 och länsväg 269.
En förbifart norr om Sigtuna stad med en ny bro över Garnsviken är den enda större vägombyggnaden längs väg 263 under senare år. Hela vägsträckan mellan Sigtuna och gamla E18 vid Övergran är med undantag av kortare avsnitt av mycket dålig standard med tvära kurvor, dåliga siktradier, många anslutande fastighets- och vägutfarter och smala vägbanor. 
Särskilt passagerna vid Varpsundet vid Övergran samt vid Eriksundsbron utgör besvärande nålsögon för den omfattande genomfartstrafiken.
Väg 263 utgör en avståndsmässigt kortare förbindelse mellan Enköping och Sigtuna/Märsta/Arlanda än den säkrare men längre sträckan via Stäket och Rotebro (länsväg 267).
Sträckan mellan Litslena och Övergran var E18 fram till 1989 då dess nya sträckning Bålsta-Enköping öppnades.